# Бусько, Ольга Андреевна
О́льга Андре́евна Бусько́ (1914—2003)— советская спортсменка по хоккею с мячом. Урна с прахом захоронена в родственной нише колумбария 1а Нового Донского кладбища города Москвы

## Карьера
Выступала за московские команды «Гознак», «Спартак», «Динамо» и «Торпедо». Играла в сборных Москвы 1934—39 и ВЦСПС 1935, 1948—1949. Мастер спорта.
Избиралась депутатом Московского городского совета. Жила в Москве по адресу: улица Касаткина, дом 20.

## Достижения
Чемпионат СССР по хоккею с мячом
- Чемпион: 1935[4]

Кубок СССР по хоккею с мячом
- Обладатель: 1945, 1947
- Финалист: 1938, 1940

Кубок ВЦСПС по хоккею с мячом
- Обладатель: 1948, 1949

Чемпионат Москвы по хоккею с мячом
- Чемпион: 1939, 1943, 1945, 1946

## Семья
- Моргунов, Вячеслав Николаевич — муж